# 米亞·瑪蒂娜
玛蒂·约翰逊（英語：Martine Johnson，1984年1月14日—），艺名米亞·瑪蒂娜（英語：Mia Martina），是一位加拿大流行音樂歌手，歸屬於CP Records唱片公司。2010年翻唱爱德华·玛雅和Vika Jigulina的Stereo Love，獲得加拿大百强单曲榜的第十名，被提名竞逐加拿大Juno Awards年度最佳舞曲獎。2011年5月10日發佈單曲 「Latin Moon」，最新單曲為「Burning」。

## 早年生活
玛蒂·约翰逊在圣伊尼亚斯长大，能说一口流利的法语和英语，她的父亲有法国血统。约翰逊在18岁那年移居渥太华，就读于卡尔顿大学。在此期间，她在CP Music Group看到了一个实习职位的广告。一年后，约翰逊从送CD到广播电台和办公室管理工作，到为唱片公司的其他艺人演唱备份音乐。